# استان لووچ

نقشهٔ توپوگرافی استان لووچ.

استان لووچ (به بلغاری: Област Ловеч) یک استان در بلغارستان است که در شمال واقع شده‌است.

## خصوصیات
استان لووچ ۴٬۱۲۸ کیلومتر مربع مساحت و ۱۴۱٬۴۲۲ نفر جمعیت دارد.